# 주승민
주승민(2006년 6월 13일 ~ )은 대한민국의 축구 선수로, 포지션은 골키퍼이다. 현재 K리그1의 제주 SK에서 활동하고 있다.